# Осоркон III
Осоркон III — давньоєгипетський фараон з XXIII династії.

## Життєпис
Був сином фараона Такелота II та його головної дружини Каромами II. Первинно був Верховним жерцем Амона близько 780-775 роках до н.е.
Номінально володарював у Верхньому Єгипті. За часів його правління могутність династії остаточно похитнулась. В результаті Верхній Єгипет розпався на безліч дрібних володінь.